# Музей транспорта (Манчестер)
Музей транспорта — исторический музей в Манчестере (Великобритания), посвящённый сохранению образцов общественного транспорта Большого Манчестера. Принадлежит управлению общественного транспорта города.

## Описание
Музей обладает одной из крупнейших в Великобритании коллекцией транспортных средств. Из-за небольших размеров здания музея часть коллекции храниться в другим месте, и экспонаты часто меняются. Также транспортные используются во время различных мероприятий, проходящих по всей стране в летние месяцы.
Музей, принадлежащий управлению транспорта, был основан в 1977 году. Он открылся на Бойл-стрит в районе Читам-Хилл 27 мая 1979 года. Работу музея обеспечивают добровольцы из Транспортного общества Большого Манчестера.
Здание музея состоит из двух раздельных зон, созданных в бывшем автобусном гараже компании Manchester Corporation Transport. Верхний зал и входная зона были построены в 1928 году как гараж для автобусов, чтобы не занимать ими трамвайное депо. В 1935 году пространство между новым зданием и зданием трамвайного депо было перекрыты, и появился нижний зал.
Коллекция музея постоянно пополняется, посетители часто могут видеть, как проходят реставрационные работы.
В 1980 году музей был зарегистрирован как благотворительная организация, а в мае 2003 получил официальную регистрацию в качестве музея.

## Коллекция
В музее находится около 80 автобусов, из которых около 70 находятся в экспозиции. Остальные транспортные средства проходят реставрацию или переведены на другую площадку, чтобы освободить место для других экспонатов.
Также в коллекции представлены два троллейбуса, работавшие на линиях в Манчестере и Эштон-андер-Лайн, прототип трамвая Manchester Metrolink и трамвай Manchester Corporation Tramways 1901 года. Есть также множество других экспонатов, связанных с историей городского транспорта и несколько предметов, использованных Warner Bros. во время съемок фильма «Гарри Поттер и Узника Азкабана».
Музей также владеет архивом старых расписаний, карт, книг, плакатов, руководств, схем и фотографий. Они доступны для исследовательских целей по предварительной записи. Часть архивной коллекции фотографий доступна онлайн.

## Мероприятия
В течение года в музее проводится несколько регулярных мероприятий:
- март: ярмарка Spring Transport Festival;
- май: тематическое мероприятие;
- сентябрь: Trans-Lancs transport Show в Хитон-Парк, на севере Манчестера;
- октябрь: тематическое мероприятие;
- декабрь: ярмарка The Christmas Cracker.

Во время большинства мероприятий от вокзала Манчестер-Виктория до музея организовано движение исторических автобусов.